# Domumgebung (Köln)

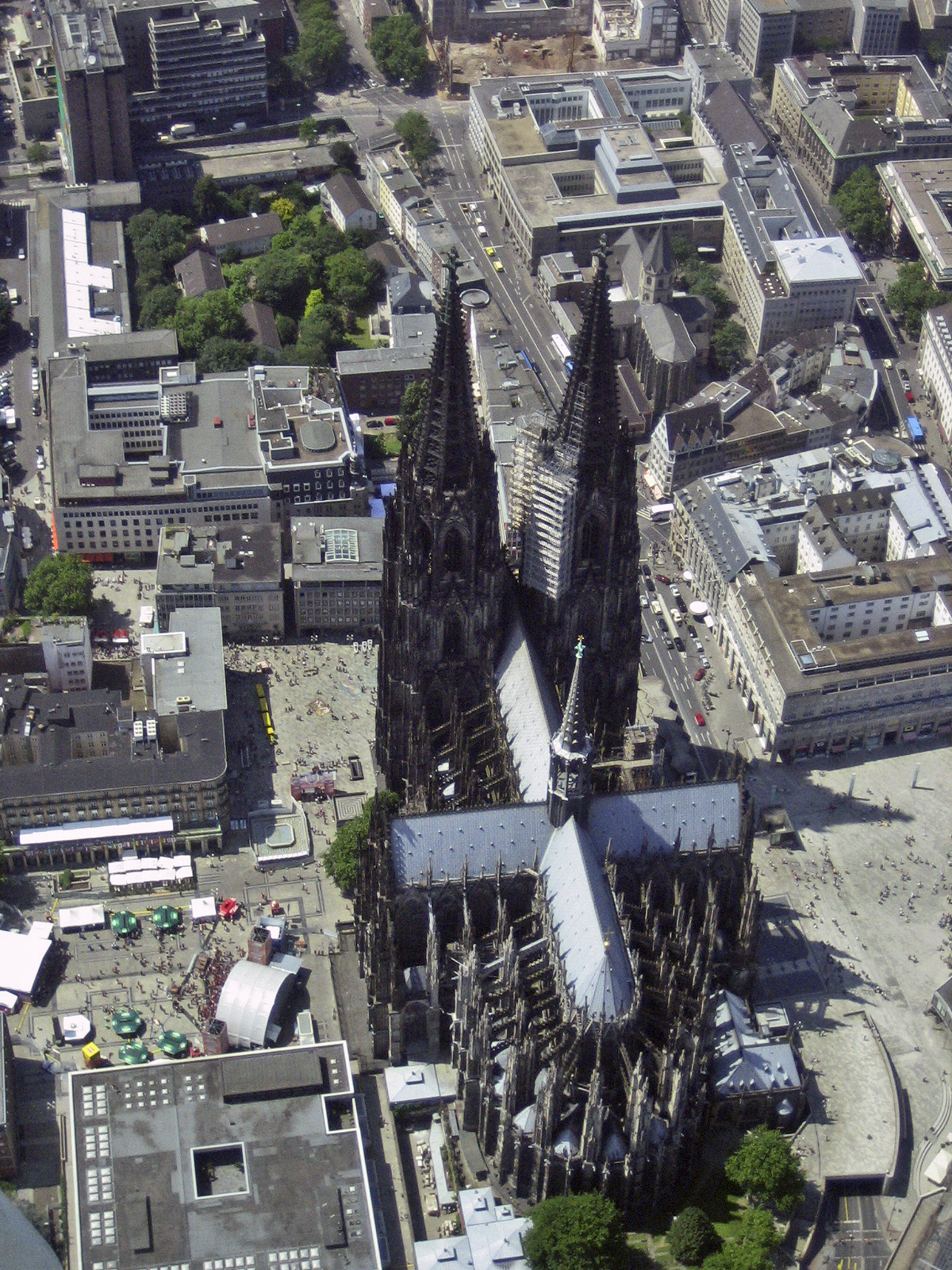
Großstädtisch: der freigestellte Dom auf axial ausgerichteten Plätzen

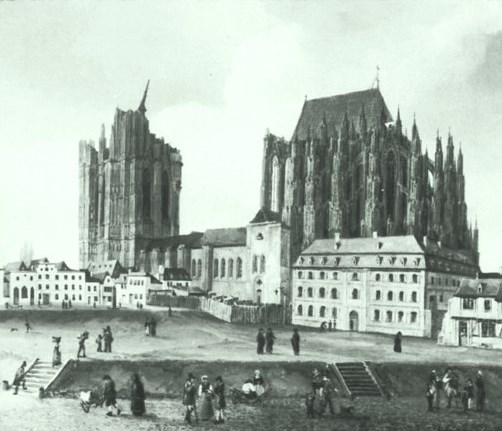
Umbauter Torso: Dom und Domhof im langen Kölner Mittelalter

Die Umgebung des Kölner Doms gehört zu den großstädtischen Stadträumen Kölns. Sie hat seit dem Mittelalter ihren Charakter grundlegend geändert. Der Torso des Domes war damals eng von Häusern und kleineren Kirchen umstanden. Mit Vollendung des Domes 1880 wurde er als nationales Denkmal auf großzügigen Flächen freigestellt; der Domhügel wurde zu einer vom Verkehr umflossenen Insel. 1970 verband die Domplatte den Dom stufenlos mit der Fußgängerzone. Bis heute gilt die Gestaltung der Domumgebung als Herausforderung der Kölner Stadtplanung.

## Baugeschichte der Domumgebung

### Domumbauung im Mittelalter

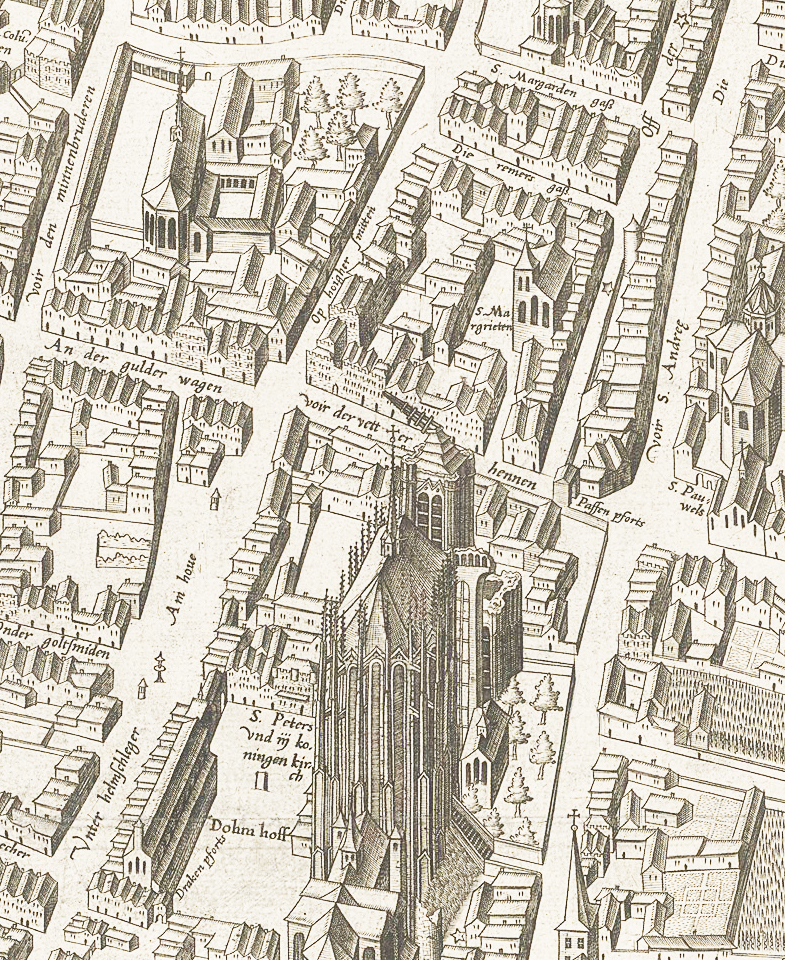
Arnold Mercator – Domumgebung 1571

Wallrafplatz – Portal Dompropstei und Südturm des Doms (Zeichnung von Samuel Prout, 1824)

Im mittelalterlichen Köln standen Gebäude in unmittelbarer Domnähe ohne die heutige Distanz. Zeitgenössische Abbildungen belegen, dass der Dom von den Häusern des Bischofs und des Domkapitels und auch von Profangebäuden ohne bauliche Distanz umgeben war. Hierzu gehörten einerseits das erzbischöfliche Gefängnis „Hacht“ von 1165 sowie die 1363 entstandene Dompropstei und andererseits die 1596 für den Verleger Arnold Kirchhoff durch den Steinmetzmeister Johann von Winter neu errichteten Bingerhäuser in unmittelbarer Nähe zum Dom, die bereits 1382 als erzbischöfliches Lehen des Erbkämmerers bezeugt sind. Die Kölner Stadtansicht von 1570 des Arnold Mercator zeigt, dass in unmittelbarer Domumgebung alle Himmelsrichtungen eine intensive Bebauung aufwiesen. Auf der Südseite (Am Hof) zeigte Mercator eine vollständige Bebauung, nur Am Domhof blieb die Sicht auf den Dom frei; die Westseite zeigte eine baulückenfreie Straße Unter Fettenhennen, die Nordseite war bebaut, die Ostseite war lediglich am Mariengarten unbebaut.
Der Dom zeigte sich noch um die Wende vom 18. zum 19. Jahrhundert eng umbaut. Am nächsten stand die an seiner Nordseite befindliche Dompropstei. Westlich davon die Domdechanei (ehemals Trankgasse 2), ein 1658 für den Domdechanten Franz Egon von Fürstenberg-Heiligenberg fertiggestellter Bau, der nach 1890 abgerissen wurde. An Freiflächen gab es in seiner direkten Umgebung Frankenplatz, Domhof und Domkloster. Der Domhof war ein Marktplatz, auf dem sich Gaddemen (Verkaufsstände) und Krambuden befanden. An der Westseite des Domhofs gab es im Mittelalter mehrere große Gebäude. Dazu gehörten der „Kamp(f)hof“ (Domhof 7; später „Kamperhof“) und das Anwesen „zum Palast“ (Domhof 9; neben der Hacht). Der „Kamp(f)hof“ diente gerichtlich bestimmten Zweikämpfen und ist 1356 erstmals in den Schreinsbüchern erwähnt. Das Anwesen „zum Palast“ befand sich seit dem 4. November 1500 im Besitz der Buchdruckerfamilie Heinrich Quentell.

Domhof, um 1795
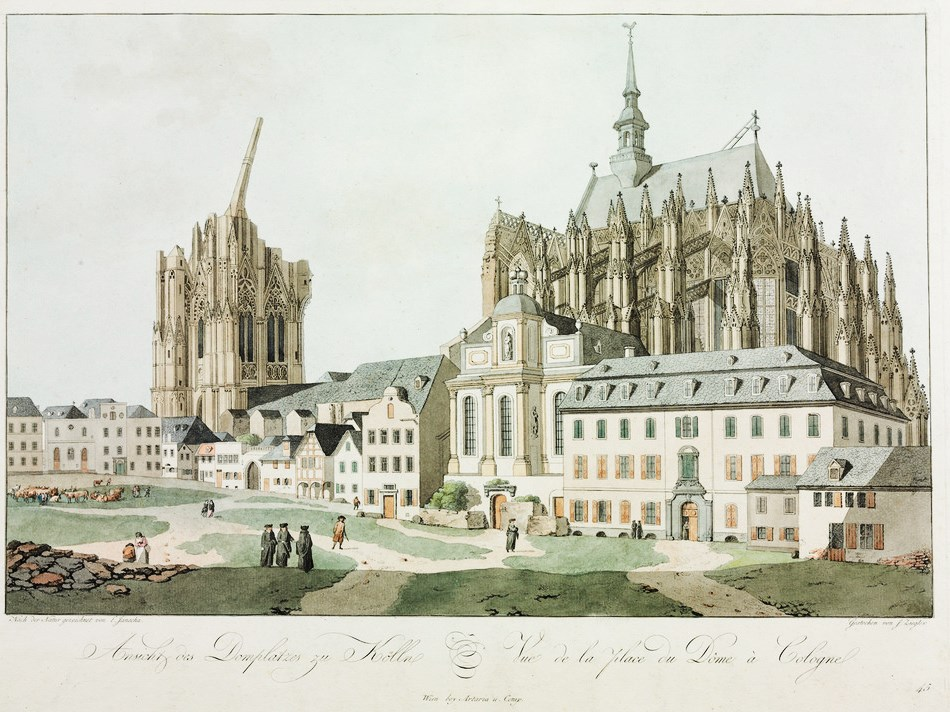
Domhof, 1799
Dom-Platz, nach 1811
Dom von Südosten, um 1830

Die französische Verwaltung installierte am Domhof (Place Metropole genannt) am 16. Oktober 1798 eine Guillotine, durch die über 30 Personen in direkter Domumgebung zu Tode kamen. Blutgefärbte Sandhaufen, Menschenhaare und Lumpen zeugten in ihrer Umgebung von den Hinrichtungen und verbitterten den Gang auf dem Domplatz. Die Säkularisation von 1802 führte zur Enteignung und zum Abriss der hier vorhandenen Sakralbebauung.

### Freistellung des Doms als nationales Denkmal
Die ersten Planungen zur Gestaltung einer Dom-Terrasse beruhten auf Skizzen von Karl Friedrich Schinkel aus dem Jahre 1816. Schinkel wollte die alten Häuser rings um den Dom abreißen und einen Kranz von Grünanlagen mit Terrassen bis hinunter zum Rheinufer schaffen. Zur Steigerung des Größeneindrucks der Kathedrale plante er neben der Freilegung auch die Anlage einer Terrasse. Der Höhenunterschied zwischen der Ebene des Domchores und dem damaligen, tiefer liegenden Frankenplatz wurde durch eine zweiflügelige Treppenanlage ausgeglichen. Von Osten her mündete hier die Rampe, die von der Dombrücke auf den Frankenplatz herabführte. Treppenanlage, Böschungsmauern und die Brunnenplattform des Petrusbrunnens waren Teil einer gartenarchitektonisch gestalteten Gesamtanlage. Mit dem Abriss der baufälligen Dompropstei im Juni 1830 und des Kölner Staatsgefängnisses „Hacht“ im August 1893 wurden die umfangreichen Abbrucharbeiten zur Freilegung des dicht umbauten Doms beendet, um den freien Blick auf den Dom nicht zu versperren. Im November 1857 erfolgte der Abriss der Häuser Domhof 20 und 22. Um den Dom von weiteren Anbauten zu befreien, schenkten die Köln-Mindener Eisenbahn-Gesellschaft (Trankgasse Nr. 8) und die Colonia-Versicherung (Trankgasse Nr. 6) 1863 ihre Gebäude der Stadt. Die lange gewünschte Freilegung des Doms zielte auf den „Abbruch der zwischen dem Dom und den zunächst gelegenen Straßen und öffentlichen Plätzen befindlichen Gebäulichkeiten“ ab. Die Planungen, im Westen an der Burgmauer eine Kaiserstraße freizuräumen, die axial auf die Westfassaden des Domes zuläuft, ließen sich allerdings nur in einem sehr kleinen Stück verwirklichen; heute finden sich dort die Terrassen des Cafés Reichard.

Domvorplatz, um 1890
Am Hof 17 mit Hachtpforte, um 1890
Domdechanei, um 1905

Ein weiterer Plan zur Neugestaltung der Domumgebung vom 1. Oktober 1866 wurde nicht realisiert. Stadtbaumeister Josef Stübben legte im Oktober 1885 einen Plan zur Freilegung des Doms vor, den er in der Deutschen Bauzeitung vorstellte. Der Einsturz des ersten Dom-Hotels am 31. Dezember 1885 förderte die Gestaltung der Domumgebung insbesondere im Westen vor den Portalen und im Süden vor dem Südquerhaus. Maßgeblich war dabei die Vorstellung, der Dom solle von einem Standpunkt aus als Ganzes zu erfassen sein. Das im Februar 1886 wiedereröffnete Dom-Hotel wurde zurückversetzt als dritte Hotelgeneration neu gebaut. Dabei hielt man die Auflage des Dombauvereins ein, dass der – inzwischen vollendete – Dom durch den Hotelneubau weniger verdeckt werden durfte. Die Eröffnung des Neubaus fand am 15. April 1893 statt – hinter dem noch nicht niedergelegten Altbau. Zwischen 1826 und 1893 mussten zwei Kirchen und 69 Häuser den Freilegungsplänen weichen. Damit wurden die umfangreichen Abbrucharbeiten zur Freilegung des dicht umbauten Doms beendet. Josef Stübben wies 1903 darauf hin, dass „die Freilegung eines Bauwerks bzw. die Vorbereitung der Freilegung durch Fluchtlinienfestsetzung hervorgehen kann aus dem Verkehrsbedürfnis oder ästhetischer Absicht.“
Bereits in der Gründerzeit sollte mithin eine domnahe Bebauung möglichst vermieden werden. Der Dom sollte als ein von aller Bebauung freigelegtes Denkmal präsentiert werden, das majestätisch auf dem 17 Meter über dem Rheinniveau befindlichen Domhügel thront. Zum Dom als bedeutendstem Kölner Sakralbauwerk hatten alle profanen Gebäude respektvolle Distanz zu halten. Das hielt jedoch nicht davon ab, die Domplatte für Veranstaltungen zu nutzen. So fand am 31. Januar 1926 anlässlich des Abzuges der britischen Truppen auf der Domplatte eine Großkundgebung statt, bei der Oberbürgermeister Konrad Adenauer eine emotionale Rede hielt.

## Umgestaltung im 20. Jahrhundert

### Bau der Domplatte
Die Ergebnisse eines im Februar 1956 gestarteten internationalen Wettbewerbs zur Umgestaltung der Domumgebung wurden nicht realisiert. Stattdessen selektierte die Stadtverwaltung einzelne Planungsobjekte und begann mit eigenen Konzepten. Im Mai 1964 begannen die Bauarbeiten für die unterirdische Stadtbahn Köln in der Trankgasse/Komödienstraße. Der Bau der unterirdischen Stadtbahn erleichterte die Neuordnung der Domumgebung, zumal die oberirdisch verlaufende Straßenbahn wegfiel. 1967 begannen die Bauarbeiten für das Römisch-Germanische Museum (Eröffnung: 4. März 1974), das die letzte Baulücke auf der Domplatte schloss – allerdings durch eine Verkleinerung des ursprünglich gärtnerisch gestalteten Roncalliplatzes. Bereits 1971 war die 1969 begonnene zweigeschossigen Tiefgarage für 613 Kfz fertiggestellt worden (unterhalb der westlichen und südlichen Domplatte), in der die Fundamente des römischen Nordtors und die angrenzenden Reste der Stadtmauer mit dem Annostollen besichtigt werden können. Der 1,35 Meter breite und 2,50 Meter hohe Annostollen war ein vom Domkloster durch die Stadtmauer führender Gang, der 1074 Erzbischof Anno II. eine Fluchtmöglichkeit vor aufständischen Bürgern bot.
Um den Dom in das Stadtgefüge zu integrieren und aus der damals wahrgenommenen räumlichen Isolierung zu befreien, baute Fritz Schaller von 1968 bis 1970 die Domplatte. Er konzipierte eine Anhebung des Fußgängerterrains auf das Höhenniveau der Domportale, die bis dahin nur durch Treppen zugänglich waren. Dadurch musste der historische Domhügel entfallen. Die betonierte, mit mehrfarbigem Granitpflaster bedeckte Plattform umgibt den gesamten Dom, so dass die Treppen nunmehr – in größerer Entfernung vom Dom – an der Westseite zum Verkehrsamt oder an der Nordseite zum Bahnhofsvorplatz führen. Ein schwieriges Problem war die Gestaltung der Domplatte zum Hauptbahnhof hin. Hier überbrückt sie die Trankgasse, eine der verkehrstechnisch wichtigen Straßen für den Kraftverkehr, die als Ost-West-Achse den Durchgangsverkehr zum Rheinufer bewältigt. Eine skulpturale Treppe führte zum Bahnhofsvorplatz und überbrückte die Höhendifferenz.
1980 begann der Bau des Museums Ludwig, das am 6. September 1986 eröffnet wurde.

### Städtebauliche Aufwertung und Verbesserung der Aufenthaltsqualität
Wettbewerbe brachten 1988 eine Teilerneuerung der Domplatte. Die Stadt betraute im April 2003 Christian Schaller (* 1937), den Sohn Fritz Schallers, mit der Neugestaltung der 70 Meter breiten und 5 Meter hohen Freitreppe zum Bahnhofsvorplatz, übergeben am 10. August 2005. Im September 2009 beschloss der Rat der Stadt Köln als Teil des Masterplans Innenstadt die Entwicklung eines städtebaulichen Gesamtkonzepts für die Domumgebung mit dem Ziel, mit wenigen Interventionen wieder einfach lesbare räumliche Situationen mit Aufenthaltsqualität auf allen Ebenen zu erzeugen. Dadurch soll die Domplatte zum zentralen Anlaufpunkt der Stadt werden. Das Gesamtkonzept sollte in vier Bauabschnitten realisiert werden. Im August 2013 begann zwischen Dom, Römisch-Germanischem Museum, Museum Ludwig und Hauptbahnhof die Umgestaltung der östlichen Domumgebung. Die gesamte obere Ebene rund um den Domherrenfriedhof sowie die darunterliegende Straßenebene zwischen Trankgasse und Kurt-Hackenberg-Platz wurde städtebaulich durch breite Wege für Fußgänger, ein neues Beleuchtungskonzept, großzügige gradlinige Treppenbereiche und den Abriss eines Teils des Trankgassentunnels neu gestaltet. Im November 2019 präsentierte die Stadt Köln ihre Pläne für den zweiten Bauabschnitt, die nördliche Domumgebung an der Trankgasse. Hier soll ebenfalls der Domsockel durch eine einheitliche Verkleidung mit Naturstein wieder sichtbar und die Fußgängerfreundlichkeit erhöht werden.

## Plätze in Domumgebung
Den Dom umgeben vier große Plätze: im Süden der Roncalliplatz mit der Papstterrasse, im Westen der Domvorplatz mit dem Kardinal-Höffner-Platz, im Osten der Domherrenfriedhof und der Heinrich-Böll-Platz und im Norden der Bahnhofsvorplatz.

### Roncalliplatz mit Papstterrasse

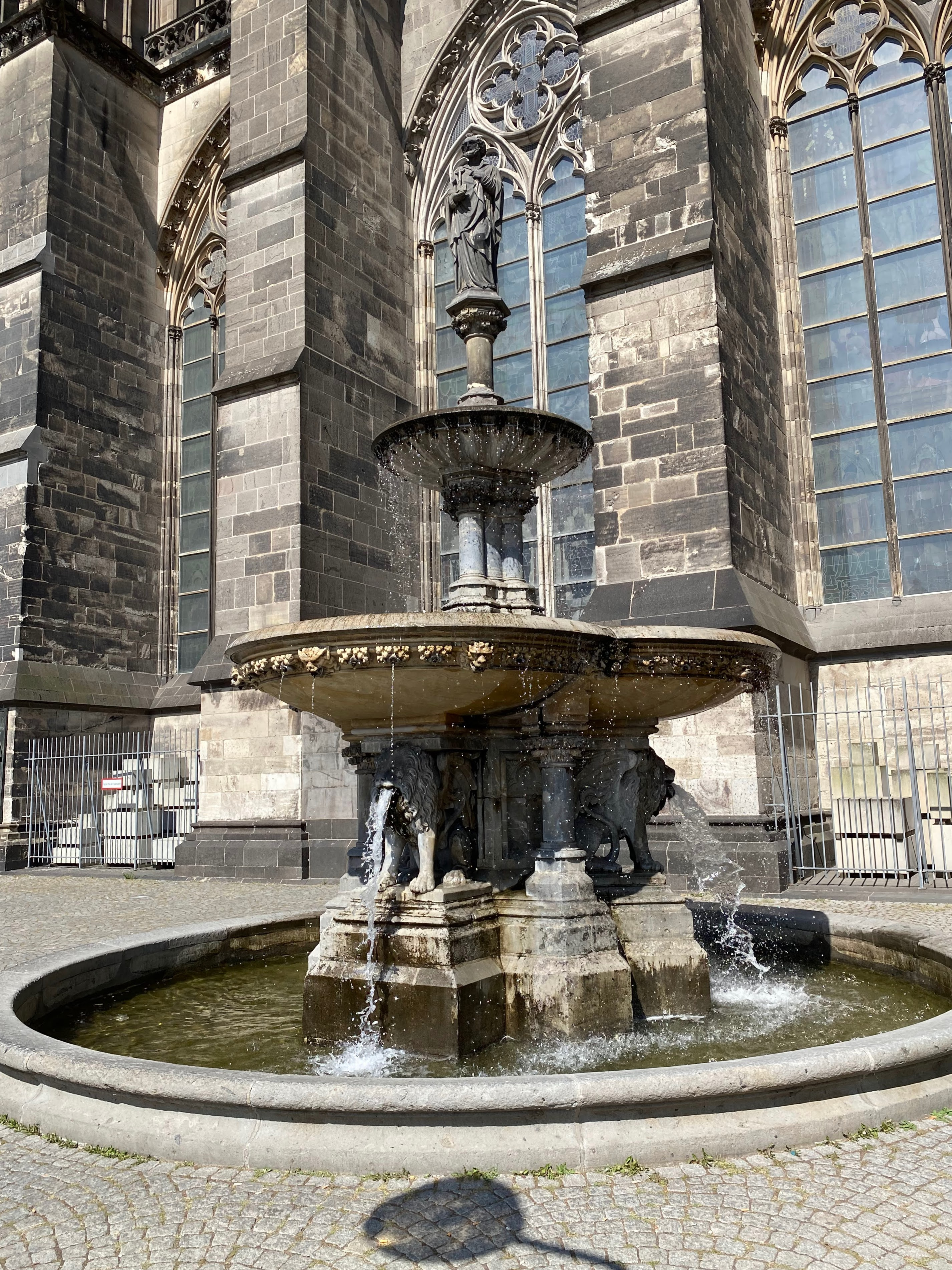
Papstterrasse: Der Petrusbrunnen am Roncalliplatz (Foto: 2010)

Der 5875 Quadratmeter große Roncalliplatz verbindet das Domkloster mit der Straße Am Hof. Der heutige Roncalliplatz übernahm südliche Teile der Straße Domhof und hieß während der Franzosenzeit nach dem Itinéraire de Cologne ab 1. Januar 1813 Place Charlemagne; auf dem Stadtplan von 1815 Kaiser-Karls-Platz, dann Domhof. Seine Umbenennung in Roncalliplatz – nach dem bürgerlichen Namen von Papst Johannes XXIII. – erfolgte im Jahre 1971 nach dem Bau der Domplatte. 1972 wurde das Haus der Kölner Dombauverwaltung Roncalliplatz 2 fertiggestellt, in dem auch die Dombauhütte untergebracht ist. 1974 wurde das Römisch-Germanische Museum am Roncalliplatz 4 eröffnet. 1984 wurde die 9,80 Meter hohe Himmelssäule Columne pro Caelo von Heinz Mack aufgestellt, ein 68 Tonnen schwerer Monolith aus portugiesischem Granit.
Die Terrasse, die sich direkt am Seitenschiff des Domes befindet, wird als Papstterrasse bezeichnet, weil hier auf zwei Gedenktafeln an die drei Päpste Johannes XXIII., Johannes Paul II. und Benedikt XVI. erinnert wird. Ebenfalls auf der Terrasse wurde im Juli 2010 der Petrusbrunnen aufgestellt, der 1870 von Richard Voigtel für die Parkanlage am Fuße des Ostchores geschaffen worden war. Er heißt im Volksmund „Drüje Pitter“ (trockener Peter), weil er wegen eines Defektes der Zuleitung nur wenig Wasser spie.

### Domvorplatz mit Kardinal-Höffner-Platz

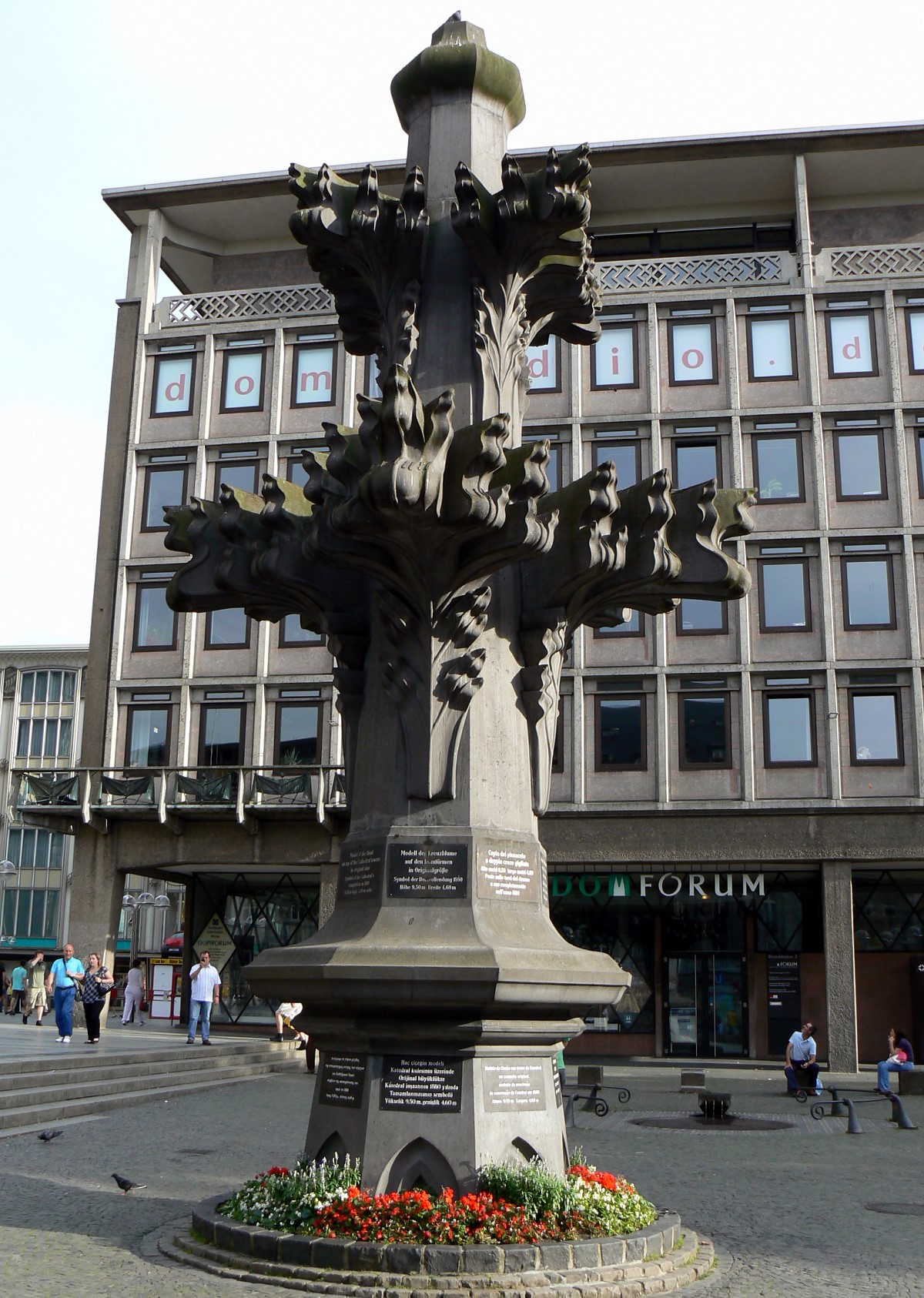
Nachbildung der Kreuzblumen des Doms (Foto: 2007)

Domvorplatz wird der westliche Teil der Domplatte vor den Türmen und dem Haupteingang des Doms genannt. Hier steht ein Seitentorbogen des römischen Nordtors. Seit 2008 hat die Fläche zwischen der Domplatte und der Trankgasse den Namen Kardinal-Höffner-Platz. Auf dem Platz ist eine Nachbildung in Originalgröße der 9,50 Meter hohen Kreuzblumen des Doms aufgestellt, die von Touristen gerne als Treffpunkt gewählt wird. Ihr Standort ist allerdings umstritten, da sie den Blick auf die Fassade verstelle. Daher soll für sie mittelfristig ein neuer Platz gefunden werden.
Daneben befindet sich der 1953 von Ewald Mataré geschaffene Taubenbrunnen, der als minimalistisch Meisterwerk oft übersehen wird.

### Domherrenfriedhof und Heinrich-Böll-Platz
Östlich des Domchores befindet sich der Domherrenfriedhof. Hier ruhen in einer 1925 angelegten Gruft die Mitglieder des Metropolitankapitels. Die Grabsteine sind nach einem Entwurf von Dombaumeister Arnold Wolff gearbeitet. Darunter befindet sich das Baptisterium, ein frühchristliches Taufbecken aus dem 6. Jahrhundert, das auf einem noch älteren römischen Becken errichtet worden war. Das kleine, achteckige Bauwerk bezeugt den Übergang von der vorchristlichen Antike zum spätantiken Christentum. Bei der jüngsten Neuordnung der östlichen Domumgebung 2017 ist dem Baptisterium der Dionysosbrunnen zur Seite gestellt worden. Die 1973 von Hans Karl Burgeff geschaffene Skulptur zeigt einen verdrehten Dionysos, den Gott des Weines.
Der von Dani Karavan zwischen 1982 und 1986 gestaltete Heinrich-Böll-Platz nimmt Maße und Materialien der Umgebung auf: Ziegel des Museums, Granit der Domplatte, Gusseisen des Hauptbahnhofes, Grün des Rheingartens. Unter dem optisch markierten Mittelpunkt des Platzes befindet sich der Platz des Dirigenten in der Kölner Philharmonie. Hier steht das Museum Ludwig (moderne Kunst).

### Bahnhofsvorplatz
Der Bahnhofsvorplatz fungiert als Bindeglied zwischen der Empfangshalle des Hauptbahnhofs und der höher gelegenen Domplatte. Die Freitreppe überwindet den sichtbaren Höhenunterschied zum Domhügel. Sie besteht aus polnischem Granit, beginnt mit einer Antrittsfläche von 51,80 Metern und verbreitert sich bis 73 Meter.

## Gebäude und Straßen in der Domumgebung

### Ehemalige Bebauung
Wie im Mittelalter üblich, war das Domumfeld dicht bebaut. Dort befanden sich Kirchen, der erzbischöfliche Palast und weitere kulturell bedeutsame Gebäude.

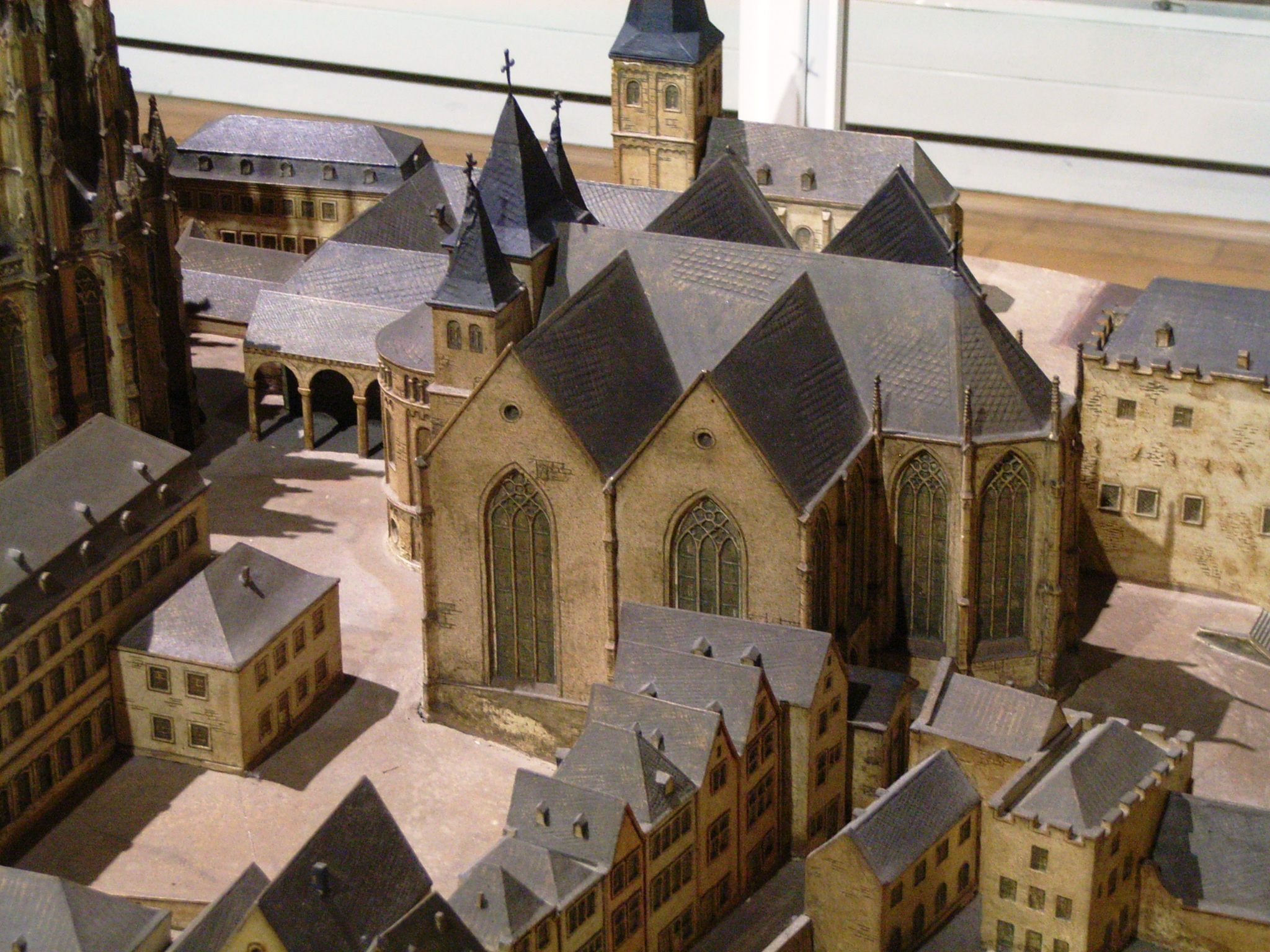
St. Maria ad Gradus, 1062 (Modell)
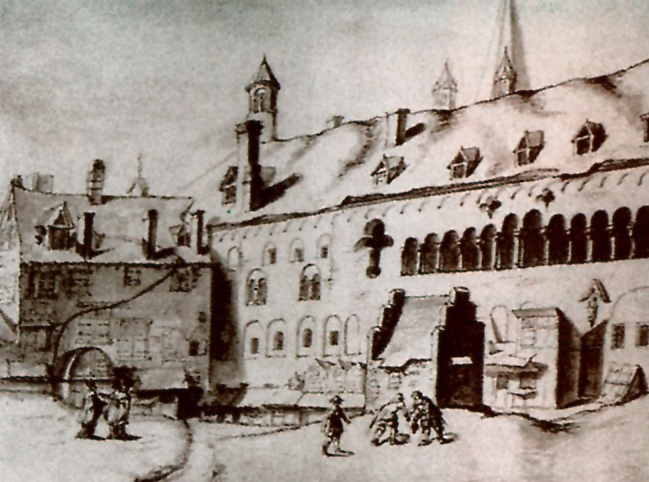
Erzbischöflicher Palast, 1164 (Abbildung um 1670)
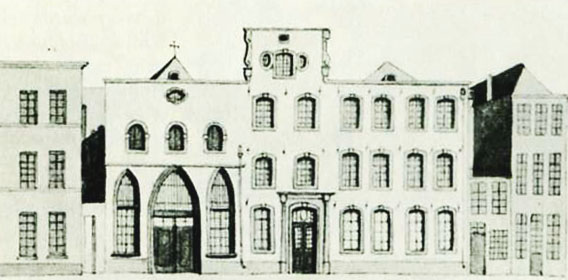
Heiliggeisthaus, um 1170 und Hacht (Abbildung vor 1840)

- Pfaffenpforte (Unter Fettenhennen/Burgmauer): Ein ehemaliges römisches Stadttor aus 90 n. Chr. („Porta clericorum“ oder „Porta paphia“) mit einem 15 Meter breiten und 9 Meter hohen mittleren Bogen; bei Mercator eingezeichnet („Paffen pfortz“; „paffinporze“). Sie war der Eingang zum Dombezirk und hatte ihren Namen von den „Pfaffen“, die den Dom besuchten. Das Wort war damals noch positiv belegt.[29] Renovierungen gab es 1606, 1616 und 1621; sie wurde 1826 abgerissen.
- „Reinaldscher Palast“ (Domhof): das dreigeschossige, erzbischöfliche romanische Palais aus 1164 ist auf Erzbischof Reinald von Dassel zurückzuführen und diente den Erzbischöfen als Amtssitz; 1674 abgebrochen.
- Haus am Blauen Stein (Domhof): Sitz des erzbischöflichen Hochgerichts, seit 1243 bezeugt. Der „Blaue Stein“ („blawe steyn“; lapis perforatus) war ein mit dem bischöflichen Wappen versehener Basaltblock in Form eines länglichen Vierecks (2,40 Meter hoch und 1,20 Meter breit), gegen den ein Sträfling entehrenderweise dreimal heftig mit dem Rücken gestoßen wurde, wobei der Scharfrichter sagte: „Wir stüssen Dich an den blauen Stein, Du küß Dinger Vader un Moder nit mieh heim“, von wo aus es im schwarzen Hinrichtungskarren zur Hinrichtungsstätte – etwa am Heumarkt – ging.[30]
- Hacht (oder „Haicht“; Domhof 9): war das 1165 errichtete erzbischöfliche Gefängnis, in dem Frauen als Hexen angeklagt und gefoltert wurden.[31] Sein Name leitete sich von „Haft“ ab.[32] Es bestand aus dem „Hachtgericht“ und dem eigentlichen Gefängnis. Das Hinrichtungszeremoniell sah zunächst die Vorführung das Straftäters am Domhof vor dem erzbischöflichen Palast vor, danach ging es vom Hachgefängnis zum „Blauen Stein“ vor dem Palast.
- Heiliggeisthaus, auch Hospital Geisthaus neben der Hacht (Domhof): Hospital und Pilgerherberge, bestand bereits im 12. Jahrhundert, Institution der städtischen Armenfürsorge, um 1840 veräußert und abgebrochen.
- Linneper Hof oder Reifferscheider Hof (Domhof): Adelshof (Kanonikerhaus) der Familien Reifferscheid, Linnep, Sayn-Wittgenstein und Neuenahr, seit 1075 (noch als alter Bischofspalast) bzw. 1237/38 bezeugt, 1746/1748 bis 1827 Erzbischöfliches Priesterseminar, Neubau von Michael Leveilly, 1864 niedergelegt, heute Areal des Römisch-Germanischen Museums.
- St. Maria ad Gradus: Die Stiftskirche lag zwischen dem Domchor und dem Rhein auf halber Höhe des Domhügels. Daher leitet sich auch der Name der Kirche ab, der sich „Maria zu den Stufen“ übersetzt. Die Kirche beherbergte das Grab der Richeza, Königin von Polen und Enkelin Kaiser Otto II. und seiner Gemahlin Theophanu. Die Kirche war 1062 errichtet worden und etwa seit 1075 über das Ost-Atrium mit dem Alten Dom verbunden, das Erzbischof Anno II. angelegt hatte. Die Kirche wurde 1817 als Nachwirkung der durch die französische Besatzung erzwungene Säkularisation abgerissen.[33]
- Domkloster Nr. 1: Simon Oppenheim bewohnte nach seiner Eheschließung mit Henriette Obermeyer ab 1830 das sechsachsige dreigeschossige Palais Domkloster 1.[34] Friedrich Wilhelm IV. und Gattin Elisabeth waren hier anlässlich der Grundsteinlegung des Kölner Doms am 4. September 1842 zu Gast.[35] Es wurde von der Regulierung der Straße Unter Fettenhennen im Juni 1883 betroffen.[36]
- Im Domkloster Nr. 2 befand sich an der Südseite ein 1843 als Wohn- und Geschäftshaus für Abraham Oppenheim errichtetes Palais, der von der Trankgasse 9 hierhin umzog.[37] Ferdinand Mülhens ließ es 1892 zum „Savoy Hotel Großer Kurfürst“ umbauen, die Einweihung fand am 2. November 1893, die Eröffnung am 3. November 1893 statt.[38] Neben den durch Giebel gekrönten seitlichen Erkern und der durch Zwiebelturm geschmückten Ecke zum Wallrafplatz zeichnet sich die Nordfassade durch eine zentrale Kuppel mit Laterne aus. Eine Innensanierung erfolgte 1910, seitdem hieß es „Savoy-Hotel“. Im Jahre 1931 gab es einen Dach- und Fassadenumbau.[39]
- Domkloster Nr. 3: Friedrich Schmidt schuf ab 1859 das im November 1861 bezugsfertige „Haus Schaeben“. Es gehörte Peter Schaeben, dem Inhaber der Firma Klosterfrau, und wurde 1911 grundlegend saniert.
- Domkloster Nr. 4–6: In dem neuerrichteten Haus, für das Jacob Kaaf die Innenausstattung ausführte, wohnte Simon Oppenheims Bruder Abraham Oppenheim ab 1843.[40] 1873 zog er in seinen Sommersitz Gut Bassenheim. Das neue Dom-Hotel kam – anders als im Stübben-Plan vom Oktober 1885 vorgesehen[41] – an drei Seiten frei zu liegen, weil das Grundstück Domkloster 4 an der Nordseite des Baublocks in den Hotelkomplex einbezogen wurde. Ignatz Theodor Metz kaufte das Grundstück Am Hof 3 hinzu, wodurch der südöstliche Teil eine größere Tiefe bekam. Das Dom-Hotel erhielt demzufolge am Domkloster eine Breite von 22,50 Meter.[42]
- In Domkloster Nr. 6 stand im Spätmittelalter ein Giebelhaus mit Staffelgiebel und steigendem Rundbogenfries (entstanden um 1230/1250).[43] Spirituosen-Kaufmann Joseph Seelig gehörte das Haus um 1855.[44] In der Gründerzeit lag hier das Elternhaus vom Dichter Karl Cramer (1807–1860).
- In Domkloster Nr. 8 befand sich im Spätmittelalter ein dreigeschossiges Traufenhaus mit gestuftem Walmdach,[43] in welches die Dommädchenschule einzog.[45] Um dem Dom mehr Freiraum zu schaffen, wurde der gesamte Gebäudekomplex, an dessen Stelle heute das Dom-Hotel steht (Domkloster 2–8), ab November 1886 abgerissen.[45]
- Die kleine abschüssige Gasse Auf der Litsch führte an der Westfassade des Kölner Doms in Nord-Süd-Richtung vorbei und verband Trankgasse und Domkloster. Die Gasse hieß um 1530 Op der Letsch (in Kölsch bedeutet „letschen“ abrutschen), seit 1797 hieß sie Auf der Litsch. Der Dom führte zunächst ab 1811 nach dem Itinéraire de Cologne die Hausnummer Auf der Litsch 2. In Nr. 1 pflegte die Nonne Maria Clementine Martin ab April 1825 den kranken Domvikar Johannes Gumpertz in dessen Haus und begann hier mit der Destillation des weltberühmt gewordenen „Klosterfrau Melissengeist“. Seit dem 17. Juni 1827 produzierte sie ihr „ächtes Carmeliter-Wasser“ (echtes Carmeliter-Wasser) in einem von ihr erworbenen Haus am Domhof Nr. 19. Die Domküsterhäuser Auf der Litsch 4 und 6 wurden im Jahre 1843 abgerissen. In der Franzosenzeit bekam Auf der Litsch 1 die Nr. 2581. Nach der Domvollendung kam es zur Arrondierung seiner nächsten Umgebung, der die gesamte Gasse zum Opfer fiel. Der Dom wurde der Straße Domkloster zugeordnet und erhielt hier bei den Franzosen Nr. 2583 ½, heute die Nr. 4.

### Aktuelle Bebauung
Heute ist Umfeld des Kölner Doms ein Stadtraum, der durch seine Bebauung großstädtisch geprägt ist.

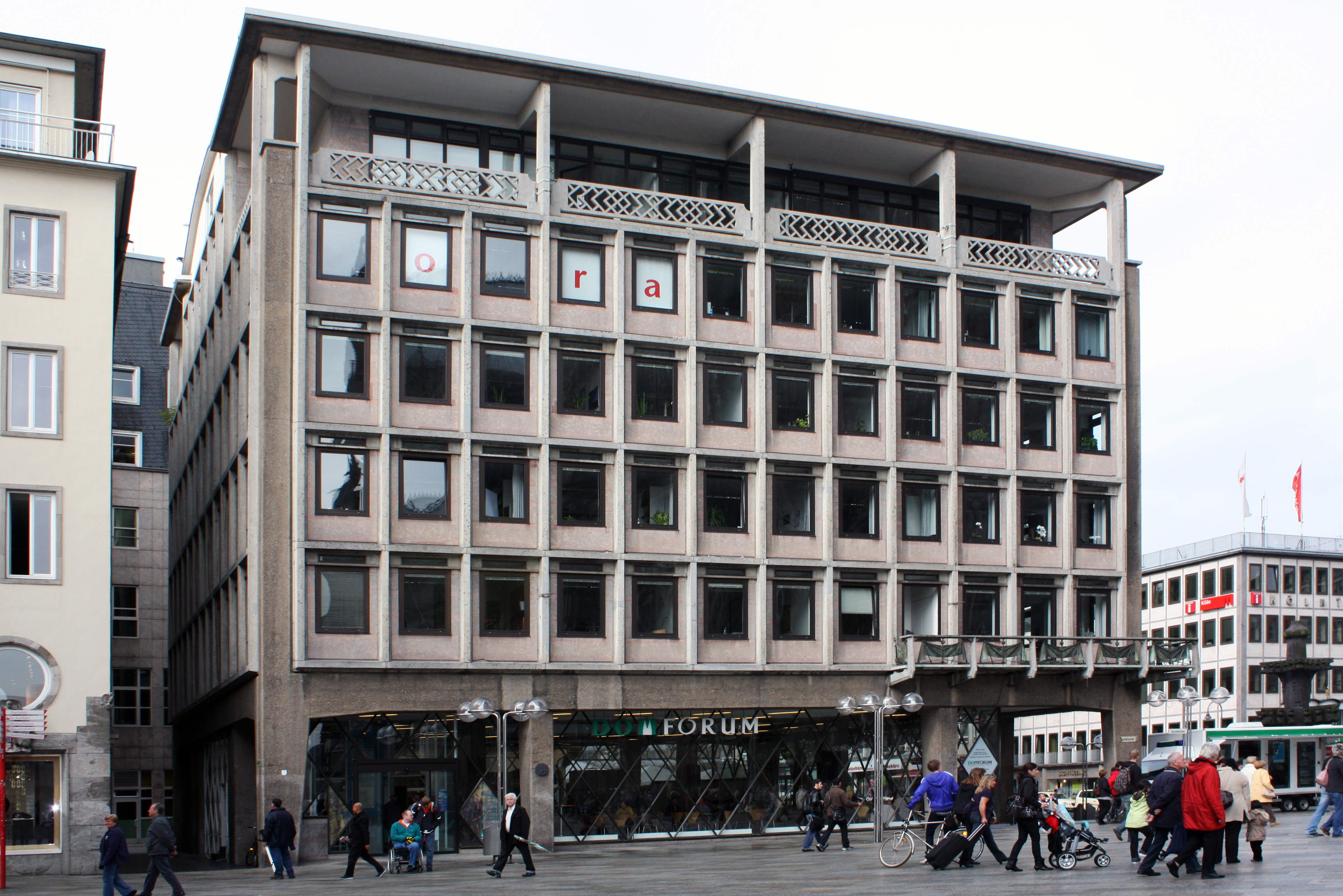
Domforum, 1953
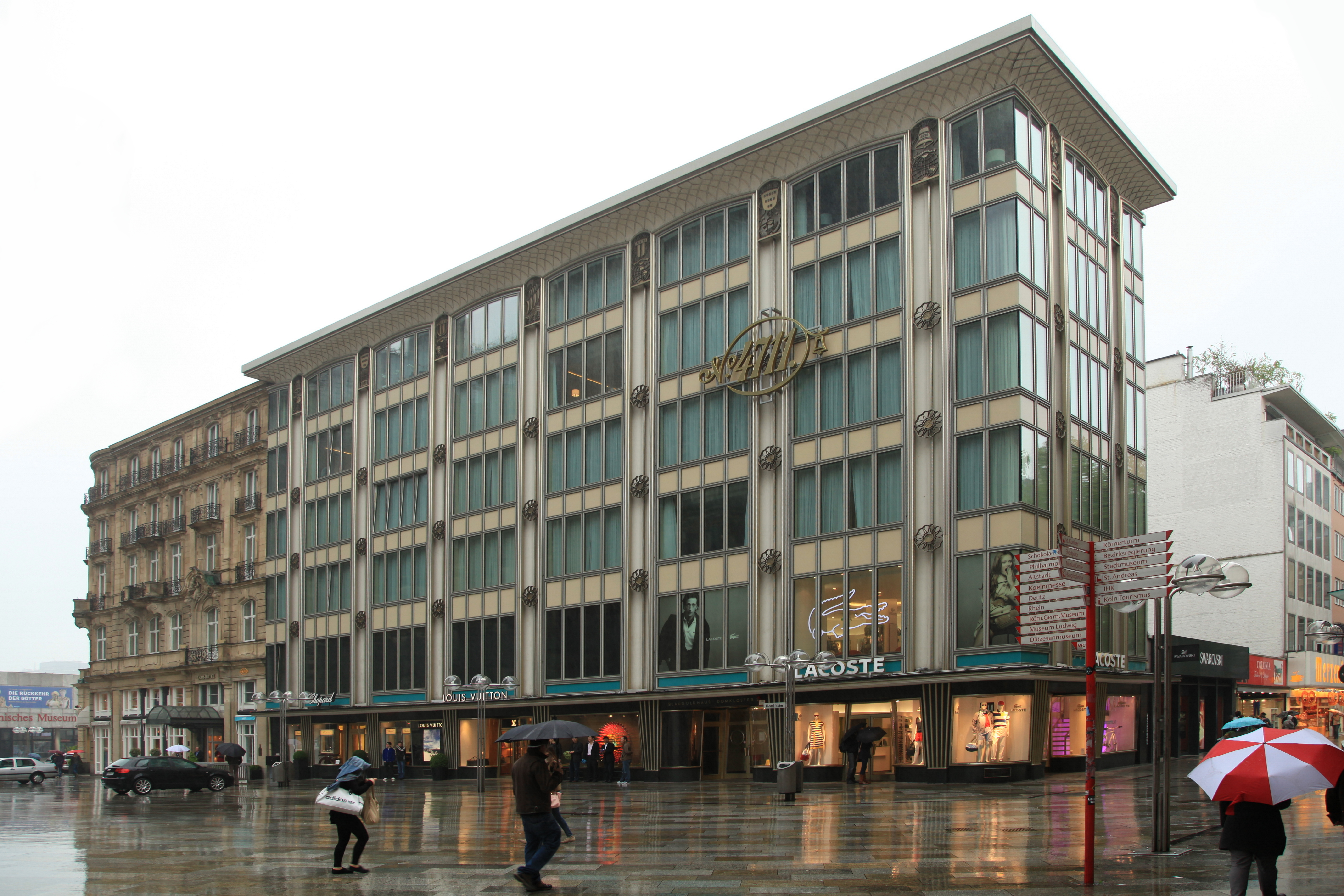
Blau-Gold-Haus, 1952
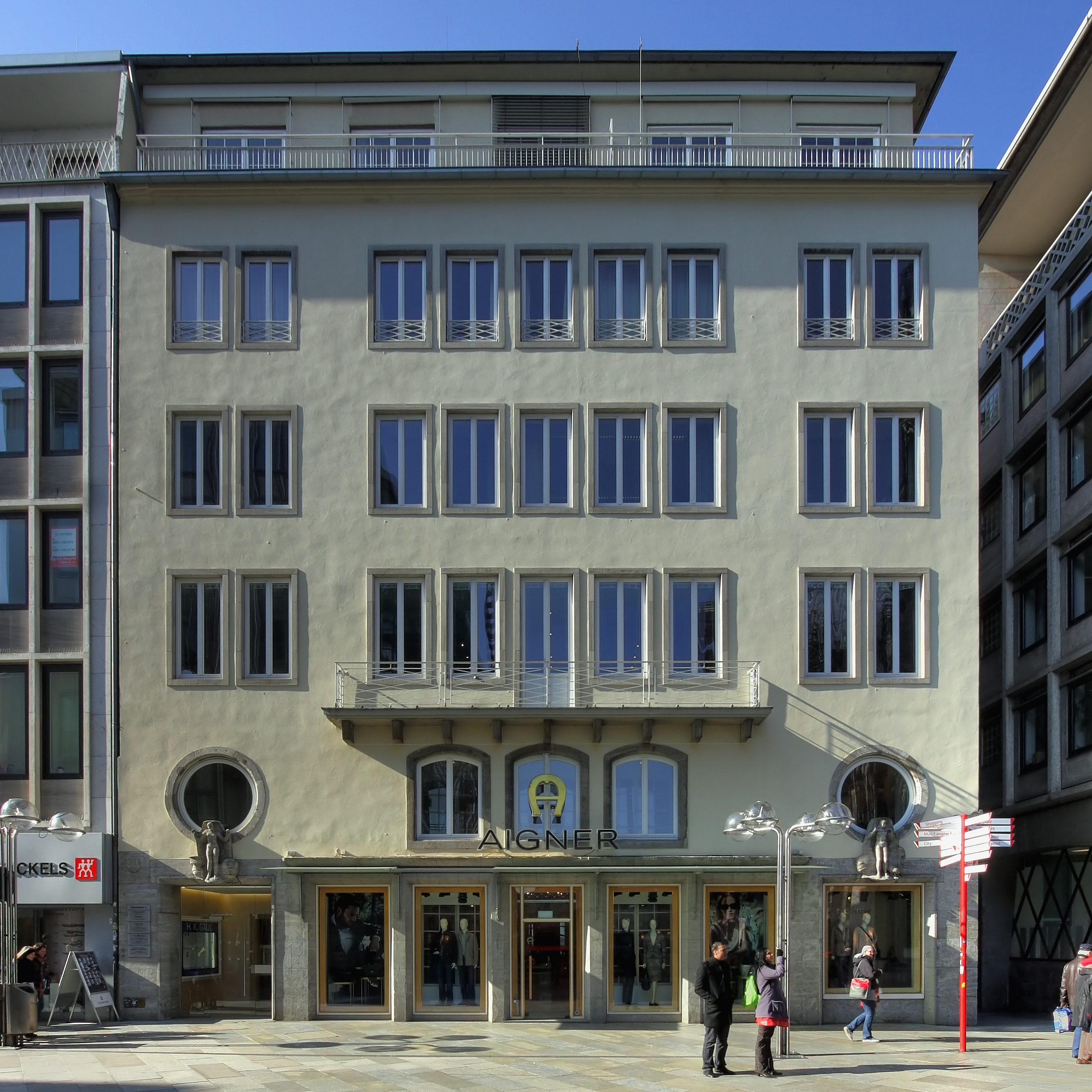
Haus Goldschmidt, 1928
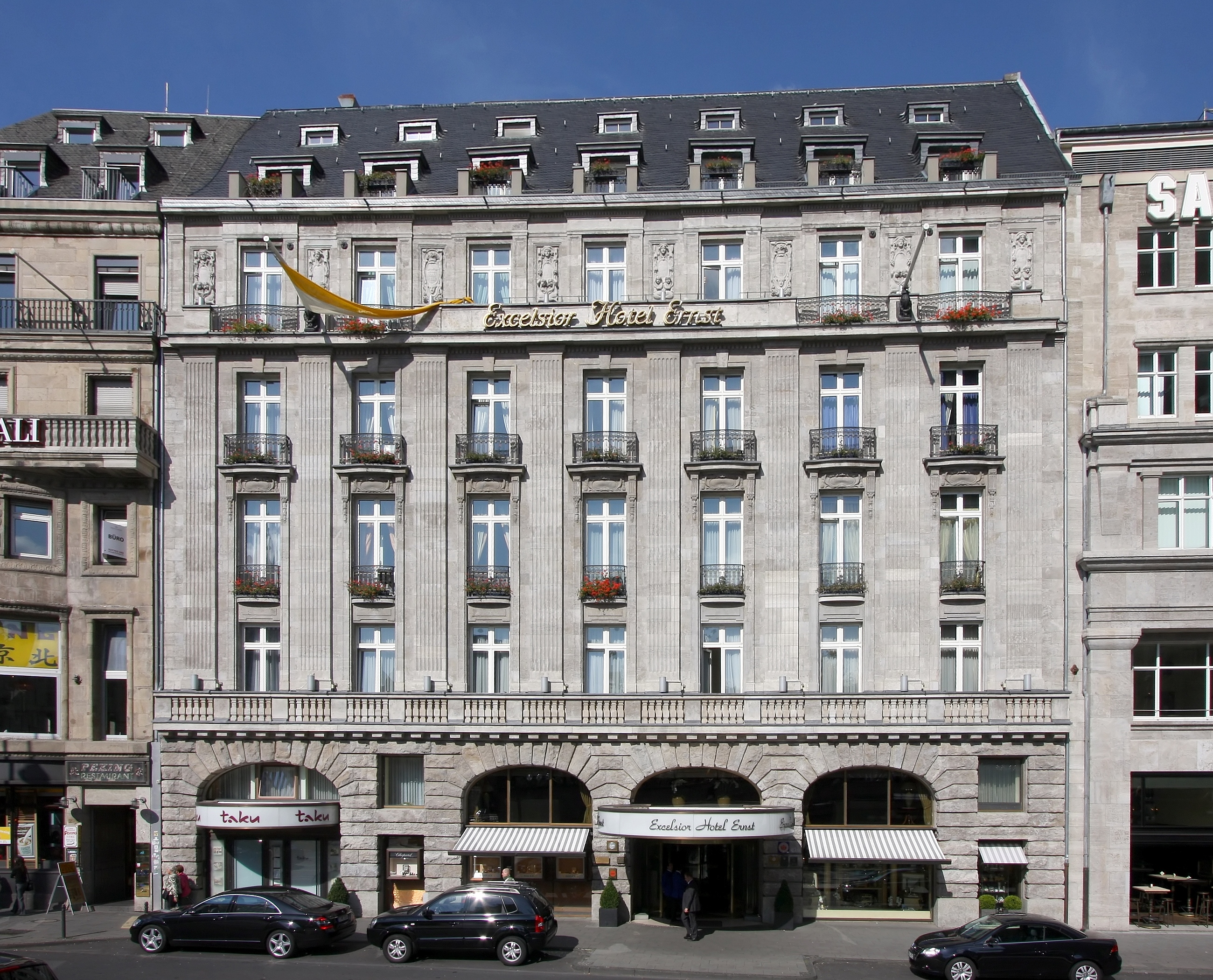
Excelsior Hotel Ernst, 1910

- Kölner Dombauverwaltung (Roncalliplatz 2): Der 1972 fertiggestellte Neubau beherbergt auch den Verlag Kölner Dom, das Dombauarchiv und (im 6. Stock) die Dombaumeister-Wohnung. Das dort seit 1972 untergebrachte Erzbischöfliche Diözesanmuseum wurde am 15. September 2007 als Kolumba (Museum) in dem Neubau Kolumbastr. 4 wiedereröffnet.[46]
- Römisch-Germanisches Museum (Roncalliplatz 4)
- Museum Ludwig (Heinrich-Böll-Platz)
- Haus Goldschmidt (Domkloster 1/Unter Fettenhennen 4): Das neugotische Wohn- und Geschäftshaus des Juweliers Goldschmidt mit 4 Obergeschossen und einem Staffelgeschoss entstand 1928 von Paul Bonatz.
- Blau-Gold-Haus (Domkloster 2).
- Dom-Hotel (Domkloster 2a).
- Domforum (Domkloster 3): In den 1953 von Fritz Schaller errichteten Neubau mit Lichthof zog zunächst die Bank für Gemeinwirtschaft ein. Das Erzbistum Köln erwarb das Bürogebäude 1991 für 79 Millionen DM. Seit Oktober 1995 ist hier für die kirchliche Öffentlichkeitsarbeit das Domforum und seit Juni 2000 auch das Domradio untergebracht.
- Kölner Dom (Domkloster 4).
- Excelsior Hotel Ernst (Trankgasse 1–5).
- Deichmannhaus (Trankgasse 7–9): von Hermann Otto Pflaume 1868 errichtetes Wohn- und Geschäftshaus.
- Kölner Hauptbahnhof
- Köln Tourismus (Verkehrsamt; Kardinal-Höffner-Platz 1; bis Juni 2008: Unter Fettenhennen 19): Im Dezember 1955 nach Plänen von Hans Joachim Lohmeyer fertiggestellt.
- Reichardhaus mit Café Reichard (Unter Fettenhennen 11): Zwischen 1903 und 1904 gebaut, 1966 vom WDR erworben. Das Café blickt auf eine langjährige Tradition zurück, denn Georg Reichard eröffnete am 9. November 1855 in der Hohe Straße 154 ein Café, das 1905 in den Neubau umzog. Von den 800 Plätzen haben 400 einen einzigartigen Domblick, insbesondere vom Glaspavillon aus dem Jahr 1986.
- Dionysoshof: entstand 1973 nach Entwürfen von Hans Karl Burgeff als östlicher Abschluss der Domplatte. Die Domplatte sollte in diesem Bereich den direkt vor dem Chor des Doms angelegten Domherrenfriedhof fassen, ließ aber die Topographie des Domhügels noch erkennen. Der Dionysosbrunnen wurde ebenfalls 1973 entworfen.

## Bedeutung und Kritik

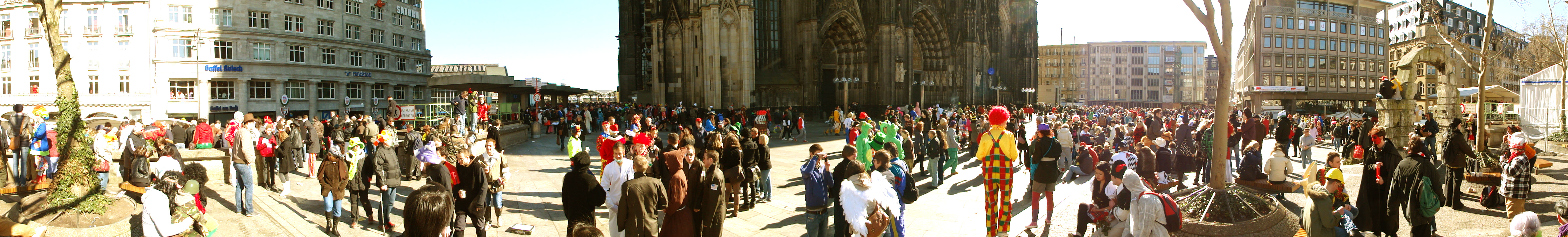
Beliebter Ort: Domumgebung im Karneval 2011

„Auf der Domplatte und dem Roncalliplatz ist immer etwas los. … Für Skater und Rollschuhfahrer, für Akrobaten, Straßenmusikanten und Pflastermaler werden die Flächen im Schatten der ehrwürdigen Kathedrale zur privaten Freilichtbühne.“ Die Domplatte ist zusammen mit dem Roncalliplatz die am höchsten frequentierte Fußgängerzone Kölns. Als am 13. Oktober 1970 der japanische Kaiser Hirohito Köln besuchte, erwies sich die Domplatte als ideale Besucherbühne. Seitdem finden auf ihr und insbesondere dem Roncalliplatz Veranstaltungen statt wie der größte Kölner Weihnachtsmarkt oder Open-Air-Konzerte, etwa von Frank Sinatra (Abschiedskonzert am 6. Juni 1993), Liza Minnelli (15. Juni 1997), den Bläck Fööss (zum 40-jährigen Jubiläum, 5. September 2010), BAP (zum 35-jährigen Jubiläum, 27. Mai 2011) sowie zum Gedenken an Trude Herr (Sommer 1995). Ein strenges Regelwerk lässt jährlich höchstens sechs Großveranstaltungen zu, ausgenommen hiervon sind lediglich Gottesdienste. Die umstrittene Kölner Klagemauer wurde im Mai 1997 durch das Oberlandesgericht Köln verboten, seit September 2011 kann der Ordnungsdienst Skateboard-Fahren auf der Domplatte als nicht erlaubte Sondernutzung mit Verwarnungsgeld ahnden.
Die Domplatte nebst Dom wurden in der Sendung vom 22. September 2006 in der ZDF-Reihe „Unsere Besten“ zum beliebtesten Ort in Deutschland gewählt. Der „massive Betongürtel rund um die Kathedrale“ wurde aber auch immer wieder stark kritisiert und gar als „Kölns größter Schandfleck“ bezeichnet. Zwar befreie die Domplatte den Dom aus seiner verkehrsumflossenen Insellage, doch lasse die Betonierung öde Landschaften entstehen, habe (durch das Wildpinkeln) übel riechende Ecken und Treffpunkte sozialer Randgruppen geschaffen. Dem Dom seien mit der Domplatte „die Füße geraubt“ worden.